# Studencka Nagroda Akademii Filmowej
Studencka Nagroda Akademii Filmowej – w Polsce lepiej znana jako studencki Oscar (ang. Student Academy Awards) – doroczna nagroda przyznawana od 1973 roku przez Amerykańską Akademię Sztuki i Wiedzy Filmowej (Academy of Motion Picture Arts and Sciences) w dziedzinie filmu studentom szkół filmowych. 

## Kategorie
- Film animowany
- Film dokumentalny
- Film fabularny
- Film eksperymentalny
- Film zagraniczny

## Studenci z Polski nominowani do nagrody
- Dorota Kędzierzawska − Jajko (1982)
- Łukasz Wylężałek − Domokrążca (1986)
- Iwona Siekierzyńska − Pańcia (1996)
- Sławomir Fabicki − Męska sprawa (2001)
- Filip Marczewski – Melodramat (2006)
- Klara Kochańska – nominowana i nagrodzona Brązowym Medalem za film fabularny zagraniczny Lokatorki (2016)[1][2]